# Relações entre Brasil e Kosovo
As relações entre Kosovo (ou Cóssovo) e Brasil são relações bilaterais entre a República do Kosovo e a República Federativa do Brasil. O Kosovo declarou a independência da Sérvia em 17 de fevereiro de 2008. Entretanto, o Brasil não reconhece a independência kosovar. Em 4 de dezembro de 2009, o Brasil declarou na Corte Internacional de Justiça, nos Países Baixos, que apoia a integridade territorial da Sérvia, colocando-se contra a independência do Kosovo.
Em 2015, Atifete Jahjaga, então presidente do Kosovo, cancelou uma visita ao Brasil, onde iria participar do evento "Global Summit of Women", em São Paulo. O motivo do cancelamento foi sua recusa em receber o visto de entrada no país que citava sua nacionalidade como "sérvia".

Em 2018, o então candidato à Embaixada do Brasil na República da Sérvia e em Montenegro, Eduardo Botelho Barbosa, afirmou durante a sabatina para sua aprovação que Kosovo é parte da Sérvia. 
Não podemos ter medo de sermos minoritários nesta questão, nós temos que defender nossos princípios. Não há uma questão de negociar nossos princípios em virtude de outros países. O Brasil apoia desde sempre o multilateralismo, e a resolução da ONU é muito clara. Prefiro não especular porque outros países talvez tenham se precipitado sobre a independência do Kosovo, como algo que na verdade já estaria dado. Nações de grande relevância têm a mesma posição do Brasil, de que esta questão necessita ser resolvida de forma negociada e pacífica.